# Mokele mbembe

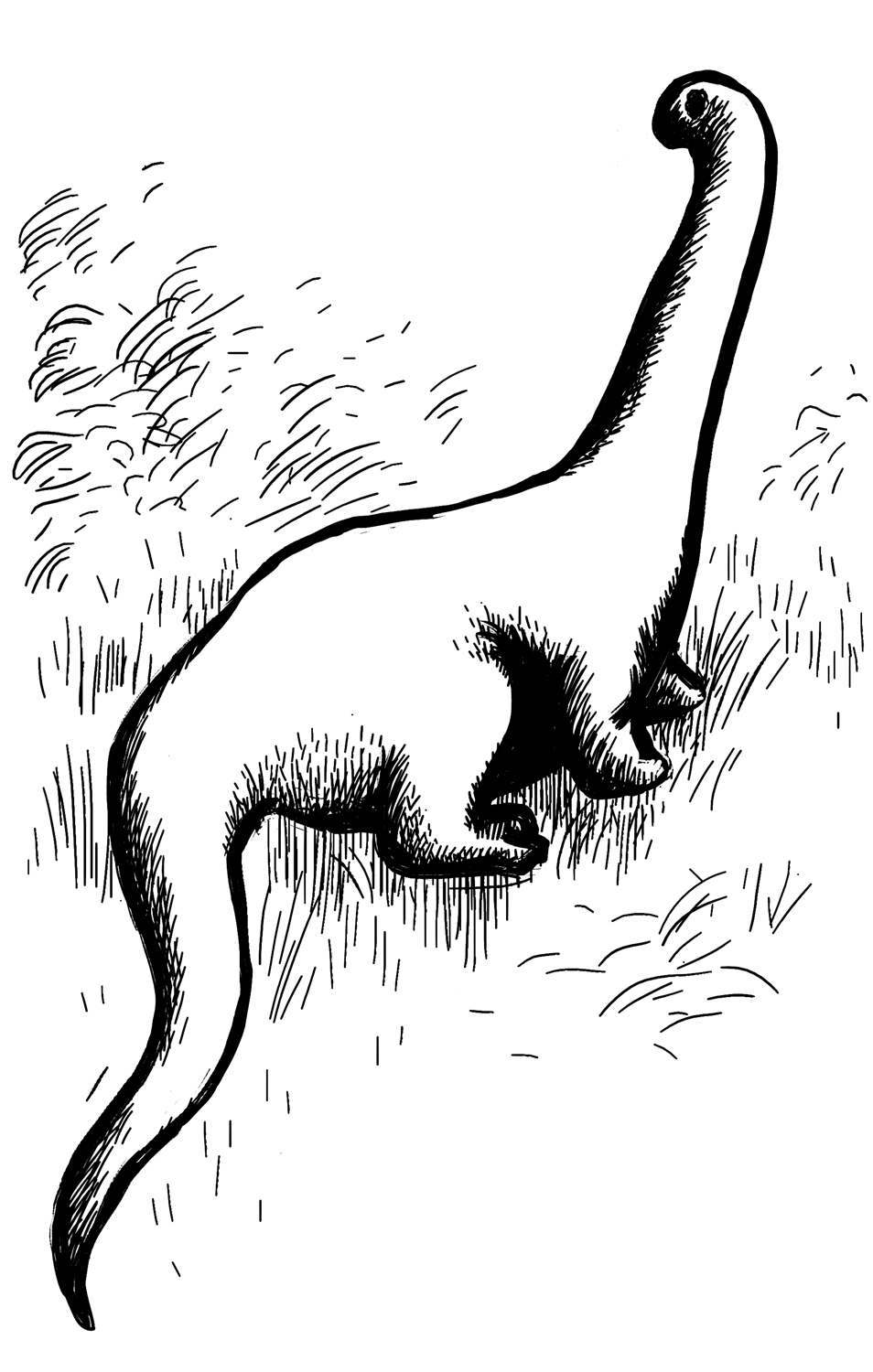
Ricostruzione basata sui resoconti

Il mokele mbembe (in lingua lingala: "colui che ostacola il corso dei fiumi", anche detto n'yamala) è una creatura la cui esistenza non è stata finora dimostrata e che, secondo quanto affermano alcuni indigeni della Repubblica del Congo, vivrebbe a 800 chilometri a nord di Brazzaville, nella regione di Likouala, in una vasta palude di 130.000 chilometri quadrati.
Nella Repubblica Centrafricana ha diversi nomi:
- i banziri lo chiamano songo;
- i banda → badigui (diavolo acquatico);
- i baya → diba
- nel distretto di Birao → guanerú.

## Aspetto
La sua prima descrizione fu data da un missionario francese, l'abate Proyar, 1766, che lo descrisse come un ibrido tra un elefante, un ippopotamo e un leone, con un collo di giraffa e una lunghissima coda da serpente.
Questo animale avrebbe avuto quindi la pelle liscia di colore grigio/bruno, con una mole da elefante, una testa piccola e un collo elastico lungo dai due ai tre metri.
Questa ed altre descrizioni farebbero pensare ad un dinosauro tipo apatosauro. I pigmei dicono che avrebbe quattro zampe possenti che producono impronte facilmente visibili.

## Spedizioni
Nel 1913, la Germania inviò alcuni uomini per tracciare una mappa dettagliata del Camerun, allora colonia tedesca, e del bacino del fiume Congo.
Il capo della spedizione era il barone Von Stein zu Lausnitz, il cui dettagliato rapporto sulle zone inesplorate della colonia non fu mai pubblicato, perché la Germania perse il dominio sulle sue colonie dopo la prima guerra mondiale.
Lo zoologo Willy Ley stava per pubblicare sui giornali alcune parti del rapporto di Von Stein, in cui si parlava di una bestia locale temuta dai pigmei:
Nel 1938 il dottor Leo Von Boxberger disse che aveva perso molti dei suoi dati sull'animale, dopo che la sua flotta fu attaccata nella Guinea Spagnola da un gruppo di Pangwe.
Nel 1976, James H. Powell, un erpetologo americano, sarebbe andato nell'interno della regione a studiare gli animali del posto, e visitando uno stregone di un piccolo villaggio, gli avrebbe mostrato delle immagini di vari animali; nel vedere quella di un Diplodocus, lo sciamano vi avrebbe riconosciuto "mokele mbembe" chiamandolo "n'yamala" ed avrebbe aggiunto che esso si cibava del "cioccolato della giungla", una pianta che dà grossi frutti simili alle noci.
Dopo le affermazioni del barone e degli ultimi due scienziati giunti sul posto, altre spedizioni sono state effettuate per verificare l'esistenza o meno dell'animale, ma nessuna ha dato risultati positivi, anche se Ivan T. Sanderson e Gerard Russel avrebbero trovato, nel Camerun occidentale, delle grosse impronte attribuibili alla creatura, poiché in quell'arco di foresta non vivevano pachidermi.
Nel 1981, un gruppo di scienziati avrebbe fotografato una strana pista di rami spezzati e di grosse orme che si dirigeva verso un fiume: questa sarebbe ritenuta un delle prove più convincenti circa l'esistenza in quel luogo di un animale di grossa mole.
Due anni più tardi, Marcellin Agnagna si recò nel lago Tele per cercare la creatura; con la sua cinepresa avrebbe filmato da circa 270 metri di distanza una strana creatura dal collo sottile e occhi ovali, il collo lungo circa un metro e la lunghezza totale del corpo forse di 5 metri. Stando ai testimoni la creatura sarebbe stata visibile per circa venti minuti per poi scomparire nelle acque torbide della palude. I video e le fotografie mostrano però soltanto una macchia nera nell'acqua e non confermano le dichiarazioni di Agnagna.
Tra gli altri avvistamenti e testimonianze, possiamo citare quelle dei coniugi Regusters, che dissero di avere visto l'animale muoversi tra i cespugli e poi immergersi in un fiume, e di Rory Nugent che nel 1992 avrebbe scattato delle fotografie alla bestia presso il lago Tele.
Nel 2001, la BBC trasmette la serie Congo, che nel secondo episodio comprende un'intervista di gruppo ai pigmei BiAka i quali, sfogliando un manuale illustrato della fauna locale, riconoscono spontaneamente il mokele mbembe come un rinoceronte.

## Ipotesi
Alcuni studiosi dicono che potrebbe trattarsi di una specie sconosciuta di varano acquatico, simile ai draghi di Komodo, lunghi dai 3 ai 4 metri. Alcuni chiamano in causa il Varanus priscus, un varano gigante vissuto nel Pleistocene, ma che visse in Oceania e non in Africa.
Una delle ipotesi più comprovate dagli zoologi è che l'essere sarebbe in realtà una tartaruga della famiglia dei Trionichidi, dotate di collo lungo, testa piccola, molto aggressivi, però carnivori e che abbandonano l'ambiente acquatico solo per deporre le uova.
Secondo Klingelhoffer si tratterebbe di una tartaruga dal guscio molle, ma una tartaruga dal guscio molle africana non potrebbe mai avere una coda come quella di un coccodrillo (così definita dalle tribù locali e da Agnagna), la mole di un ippopotamo e un collo lungo dai 2 ai 3 metri. Un altro elemento discordante è il corno posto sulla testa del mokele mbembe in alcuni avvistamenti, cosa che nessuna trionyx possiede. In ogni caso, alcune tribù indigene credono nell'esistenza di una varietà gigante di Trionice che i Bantù chiamano Ndendeki, e dicono che possa raggiungere anche i 4 metri di diametro, quindi non è impossibile pensare ad una qualche altra tartaruga palustre di dimensioni eccezionali e dalle caratteristiche molto particolari.
Esiste una fotografia ritraente un'orma a tre dita tipica dei dinosauri (ma non dei sauropodi, dotati di arti a 5 dita) profonda alcuni centimetri. L'attribuzione è disputata, e potrebbe trattarsi di una semplice impronta di un ippopotamo, che il vento ha modificata nel corso del tempo.

## Nella cultura popolare
Pochi anni dopo le spedizioni degli scienziati americani fra anni '70 e anni '80, nel 1985 la Disney produsse il film Baby - Il segreto della leggenda perduta, nel quale un cinico paleontologo scopre nel centro Africa una coppia di enormi sauropodi (i Mokele Mbembe) con cucciolo annesso e tenta di portarli forzatamente ed a scopo di lucro nella civiltà; a mettergli i bastoni fra le ruote ci pensa la sua coscienziosa assistente e lo spericolato marito.
Nel 2012 è uscito anche il film The Lost Dinosaurs, che narra, attraverso l'escamotage del "found footage", l'avventura di una spedizione scientifica nel Congo alla ricerca del Mokele Mbembe.
Negli scacchi, Mokele Mbembe è il nome di una variante della difesa Alekhine (1 e4 Cf6 2 e5 Ce4?!)